# 사키원숭이과
사키원숭이과는 광비원류에 속하는 네개의 과 중 하나이다. 이전에는 거미원숭이과에 포함되어 있었다. 이 과는 티티원숭이와 사키원숭이 그리고 우아카리원숭이를 포함하고 있다. 대부분은 종들은 브라질의 아마조니아 지역에 살고 있으며, 일부는 북쪽의 콜롬비아부터 남쪽의 볼리비아에 걸쳐 발견된다.

## 하위 속
- 티티원숭이아과 (Callicebinae)
  - 플렉투로케부스속 (Plecturocebus)
  - 케라케부스속 (Cheracebus)
  - 칼리케부스속 (Callicebus)
- 사키원숭이아과 (Pitheciinae)
  - 사키원숭이속 (Pithecia)
  - 수염사키원숭이속 (Chiropotes)
  - 우아카리원숭이속 (Cacajao)

## 계통 분류
다음은 광비원류의 계통 분류이다.

|  | 티티원숭이아과 |
|  |                |
|  | 사키원숭이아과 |
|  |                |

|  | 고함원숭이아과 |
|  |                |
|  | 거미원숭이아과 |
|  |                |

|  | 꼬리감는원숭이아과 |
|  |                    |
|  | 다람쥐원숭이아과   |
|  |                    |

|  | 비단원숭이과   |
|  |                |
|  | 올빼미원숭이과 |
|  |                |

|  | 꼬리감는원숭이아과 |
|  |                    |
|  | 다람쥐원숭이아과   |
|  |                    |

|  | 비단원숭이과   |
|  |                |
|  | 올빼미원숭이과 |
|  |                |

|  | 고함원숭이아과 |
|  |                |
|  | 거미원숭이아과 |
|  |                |

|  | 꼬리감는원숭이아과 |
|  |                    |
|  | 다람쥐원숭이아과   |
|  |                    |

|  | 비단원숭이과   |
|  |                |
|  | 올빼미원숭이과 |
|  |                |

|  | 꼬리감는원숭이아과 |
|  |                    |
|  | 다람쥐원숭이아과   |
|  |                    |

|  | 비단원숭이과   |
|  |                |
|  | 올빼미원숭이과 |
|  |                |

|  | 티티원숭이아과 |
|  |                |
|  | 사키원숭이아과 |
|  |                |

|  | 고함원숭이아과 |
|  |                |
|  | 거미원숭이아과 |
|  |                |

|  | 꼬리감는원숭이아과 |
|  |                    |
|  | 다람쥐원숭이아과   |
|  |                    |

|  | 비단원숭이과   |
|  |                |
|  | 올빼미원숭이과 |
|  |                |

|  | 꼬리감는원숭이아과 |
|  |                    |
|  | 다람쥐원숭이아과   |
|  |                    |

|  | 비단원숭이과   |
|  |                |
|  | 올빼미원숭이과 |
|  |                |

|  | 고함원숭이아과 |
|  |                |
|  | 거미원숭이아과 |
|  |                |

|  | 꼬리감는원숭이아과 |
|  |                    |
|  | 다람쥐원숭이아과   |
|  |                    |

|  | 비단원숭이과   |
|  |                |
|  | 올빼미원숭이과 |
|  |                |

|  | 꼬리감는원숭이아과 |
|  |                    |
|  | 다람쥐원숭이아과   |
|  |                    |

|  | 비단원숭이과   |
|  |                |
|  | 올빼미원숭이과 |
|  |                |